# Реген (район)
Реген (нем. Regen) — район в Германии. Центр района — город Реген. Район входит в землю Бавария. Подчинён административному округу Нижняя Бавария. Занимает площадь 975,06 км². Население — 82512 чел. (2000 г.) Плотность населения — 85 человек/км².
Официальный код района — 09 2 76.
Район подразделяется на 24 общины.

## Административное устройство

Муниципалитеты района Реген (Бавария)

### Городские общины
1. Реген (12 553)
2. Фихтах (8 565)
3. Цвизель (10 259)

### Ярмарочные общины
1. Боденмайс (3 335)
2. Румансфельден (2 133)
3. Тайснах (2 955)

### Сельские общины
1. Акслах (1 080)
2. Арнбрукк (2 051)
3. Байериш-Айзенштайн (1 312)
4. Бёбрах (1 637)
5. Бишофсмайс (3 281)
6. Гайерсталь (2 293)
7. Готтесцелль (1 273)
8. Драксельсрид (2 362)
9. Кирхберг-им-Вальд (4 322)
10. Кирхдорф-им-Вальд (2 172)
11. Кольнбург (2 891)
12. Лангдорф (2 034)
13. Линдберг (2 416)
14. Патерсдорф (1 830)
15. Праккенбах (2 708)
16. Ринхнах (3 327)
17. Фрауэнау (2 952)
18. Цахенберг (2 132)

### Общинное объединение
1. Административное сообщество Румансфельден

## Население
По оценке на 31 декабря 2015 года население района Реген составляет 76 812 чел. 

| Дата      | 1840  | 1871  | 1900  | 1925  | 1939  | 1950  | 1961  | 1970  | 1987  | 2011  |
| --------- | ----- | ----- | ----- | ----- | ----- | ----- | ----- | ----- | ----- | ----- |
| Население | 35984 | 40727 | 49091 | 56531 | 62032 | 80857 | 71501 | 74470 | 76688 | 76782 |

| Год       | 1960  | 1970  | 1980  | 1990  | 2000  | 2009  | 2010  | 2011  | 2012  | 2013  | 2014  | 2015  |
| --------- | ----- | ----- | ----- | ----- | ----- | ----- | ----- | ----- | ----- | ----- | ----- | ----- |
| Население | 72702 | 74600 | 74442 | 79946 | 82512 | 79327 | 78953 | 76525 | 76329 | 76257 | 76265 | 76812 |

## Внешние ссылки
- Официальная страница (нем.)